# Il cinematografo
Il cinematografo è un singolo promozionale del gruppo musicale italiano Management, pubblicato l'11 marzo 2014 da MArteLabel e Universal.

## Descrizione
Estratto dal secondo album in studio del gruppo, intitolato McMAO (2014), il brano è stato scritto da Luca Romagnoli e composto da Marco Di Nardo, mentre la sua produzione è stata curata da Manuele "Max Stirner" Fusaroli insieme agli stessi membri del Management presso il Natural Head Quarter Studio di Ferrara. Il mastering della canzone è stato svolto presso gli Abbey Road Studios di Londra.
Il testo del brano intende riflettere sul concetto dell'arte e sulle regole del mercato, che nell'età contemporanea hanno un'influenza sempre più forte sulle produzioni cinematografiche a discapito del valore artistico. Il Management ha dedicato la canzone al regista Paolo Sorrentino il quale, secondo il loro parere, «ha realizzato un film che dà speranza all'arte», riferendosi a La grande bellezza (2013).

## Video musicale
Un video musicale per il brano è stato girato durante la primavera del 2014. Al termine delle riprese, il Management è stato contattato da Lo Stato Sociale, il quale intendeva collaborare con il gruppo lancianese con l'intenzione di realizzare dei video poco canonici. A tale scopo, il filmato girato per Il cinematografo è stato montato sulla canzone Senza macchine che vadano a fuoco (2014) de Lo Stato Sociale, mentre il video girato per quest'ultima, inizialmente pensato per Il cinematografo, è stato alla fine montato su Il cantico delle fotografie, altro brano del Management tratto dal disco McMAO.

## Classifiche
| Classifica (2014)     | Posizione massima |
| --------------------- | ----------------- |
| Italia (indipendenti) | 14                |